# Miranda McKeon
Miranda McKeon (New Jersey, 22 gennaio 2002) è un'attrice statunitense.
La sua prima apparizione in televisione risale al 2016 con “Little Boxes”, ma la sua notorietà la deve al personaggio “Josie Pye” della serie «Chiamatemi Anna» del 2017.
Il 19 giugno 2021, all’età di 19 anni, ha annunciato di soffrire di cancro precoce al seno.
Il 25 febbraio 2022, l’attrice rivela di aver vinto la sua battaglia contro il cancro.